# サムスン火災海上保険
サムスン火災海上保険株式会社（サムスンかさいかいじょうほけん、朝: 삼성화재해상보험 주식회사、英: Samsung Life Insurance Co., Ltd.）は、韓国の損害保険会社としてサムスングループの一員だ。
2015年現在、サムスン火災海上保険はインドネシア、ベトナム、中国、ブラジル、ヨーロッパ、アメリカ、シンガポールなど7つの海外子会社を構えている。
主力業種は損害保険である。
本社はソウルにある。

## 歴史
1952年に韓国安保火災海上保険を設立し、1956年に安国火災を設立。
1975年韓国取引所に上場 1981年保険金支給業務 コンピュータ化実施 1993年社名をサムスン火災に変更し、2016年本社を瑞草区に移転しました。

## 東京事務所
日本事務所は 東京都千代田区富士見2-10-2 飯田橋グラン·ブルームにある。2015年に設立された。